# Kenneth Brylle
Kenneth Brylle Larsen (Kopenhagen, 22 mei 1959) is een Deens voetbalcoach en voormalig voetballer. Sinds 2011 werkt hij als scout en spitsentrainer voor Club Brugge. Naast de Deense bezit hij ook de Belgische nationaliteit.
Brylle was een opportunistische en sierlijke spits die over een goede techniek beschikte. Hij brak door bij RSC Anderlecht, met wie hij de landstitel en de UEFA Cup won. Nadien speelde hij achtereenvolgens voor PSV en Olympique Marseille alvorens de overstap te maken naar Club Brugge. Met de West-Vlaamse club werd hij in 1988 voor de tweede keer kampioen. Begin jaren negentig bouwde hij zijn carrière af bij respectievelijk Beerschot, Lierse en Knokke. Brylle was ook acht jaar Deens international. In 1984 bereikte hij met zijn land de halve finale van het EK. Na zijn spelerscarrière werd hij trainer van verscheidene West-Vlaamse clubs. Sinds 2011 is Brylle opnieuw werkzaam bij Club Brugge.

## Spelerscarrière

### Beginjaren in Denemarken
Kenneth Brylle werd opgeleid bij Hvidovre IF. De aanvaller maakte in 1977 zijn debuut voor de tweedeklasser. In zijn eerste vier wedstrijden wist de Deen al meteen te scoren. Een jaar later kreeg hij meer speelkansen bij de club uit Hvidovre. Met 11 doelpunten had hij bovendien een belangrijk aandeel in de promotie naar de eerste divisie. In 1979 stapte hij over naar landskampioen Vejle BK. Met die club nam hij voor het eerst deel aan de Europacup I. Brylle was in de Europese duels tegen Austria Wien en Hajduk Split telkens goed voor een doelpunt. In dat laatste duel raakte de trainer van Hajduk, de Joegoslaaf Tomislav Ivić, onder de indruk van Brylle. Hij raadde hem wat later aan bij Constant Vanden Stock, de voorzitter van zijn volgende werkgever.

### RSC Anderlecht
Tijdens de winterstop van het seizoen 1979/80 versierde de Deen een transfer naar RSC Anderlecht, waar hij zijn landgenoot Benny Nielsen terugvond en later deel zou uitmaken van de Deense lichting bestaande uit Morten Olsen, Per Frimann, Henrik Andersen en Frank Arnesen. Op 19 januari 1980 maakte hij tegen Berchem Sport zijn officieel debuut voor paars-wit. Hij mocht in dat duel invallen voor aanvoerder Rob Rensenbrink. Als speler van RSC Anderlecht maakte hij zijn debuut voor de nationale ploeg van Denemarken in 1980.
Na de komst van trainer Tomislav Ivić in de zomer van 1980 werd Brylle de vaste spits van Anderlecht. De hard werkende Deen werd met 22 doelpunten net geen topschutter in 1981, maar won dat jaar met Anderlecht wel zijn eerste landstitel. Kenmerkend voor het systeem van Ivić was het in blok verdedigen en aanvallen. Brylle kwam goed tot zijn recht in het spelsysteem van de Joegoslavische succescoach en kende bij paars-wit zijn beste periode. In het seizoen 1981/82 bereikte Anderlecht de halve finale van de Europacup I. Brylle en zijn ploegmaats schakelden onder meer Juventus en Rode Ster Belgrado uit. Een jaar later loodste Ivić' opvolger Paul Van Himst het team naar de finale van de UEFA Cup. In de heenwedstrijd tegen Benfica scoorde Brylle na een half uur het enige doelpunt van de wedstrijd. Toen Benfica ook in de terugwedstrijd niet voorbij de Brusselaars raakten, mocht Anderlecht zijn derde Europese trofee in ontvangst nemen.
In zijn laatste seizoen voor Anderlecht bereikte Brylle voor de tweede keer op rij de finale van de UEFA Cup. De Deen schakelde in de halve finale verrassend Nottingham Forest uit, maar verloor de finale na strafschoppen van Tottenham Hotspur. Brylle zette in de strafschoppenreeks de tweede penalty voor Anderlecht om.

### PSV
In juli 1984 verliet hij Anderlecht voor PSV, waar hij een ploegmaat werd van onder meer René van der Gijp, Hallvar Thoresen, Willy van de Kerkhof en zijn landgenoot Jan Heintze. Brylle werd een vaste waarde in het team van trainer Jan Reker en was in het seizoen 1984/85 goed voor 17 doelpunten, vier minder dan Thoresen die topschutter werd van het elftal. PSV, dat in de tweede ronde van de UEFA Cup werd uitgeschakeld door Manchester United, sloot het seizoen af als vicekampioen.

### Marseille
In 1985 trok de inmiddels 26-jarige Brylle naar Frankrijk. Hij sloot zich aan bij het Olympique Marseille van debuterend coach Žarko Olarević. De Franse club was een seizoen eerder net aan de degradatie ontsnapt. Brylle, die als een ster onthaald werd, was ook onder de Joegoslavische coach een titularis. Maar de Deen, die slechts zes keer scoorde voor de Fransen, was in Marseille slechts een schim van zichzelf. Desondanks wist Marseille zich in het seizoen 1985/86 makkelijk te handhaven in Division 1.
L'OM bereikte in 1986 ook de finale van de Coupe de France. Brylle speelde de volledige finale in het Parc des Princes en zag hoe zijn team na verlengingen met 2-1 verloor van Girondins de Bordeaux.
In de zomer van 1986 gooide de club het over een andere boeg. De flamboyante Bernard Tapie werd voorzitter van de club en Brylle kreeg te horen dat hij mocht vertrekken. De Deen, die dat jaar ook het WK miste, besloot terug te keren naar België.

### Club Brugge
Club Brugge liet Jean-Pierre Papin naar Marseille vertrekken en trok in ruil Brylle aan. In zijn eerste seizoen vormde hij een aanvalsduo met Marc Degryse. Maar de Deen, die zich vooral in de beker trefzeker toonde, maakte geen grote indruk. In februari 1987 leende de club hem tot het einde van het seizoen uit aan het Spaanse Sabadell. Hij hielp de bescheiden club in de strijd tegen de degradatie. Bij Brugge werd zijn plaats in het team opgevuld door Ronnie Rosenthal.
In de zomer van 1987 keerde Brylle terug naar Olympia. Brylle veroverde zijn plaats in het team van trainer Henk Houwaart en vond na verloop van tijd zijn oude niveau terug. Met 17 doelpunten had hij een belangrijk aandeel in het veroveren van de landstitel. Dat jaar bereikte hij met Club Brugge ook de halve finale van de UEFA Cup. Blauw-zwart, dat over uitstekende thuisreputatie beschikte, schakelde achtereenvolgens Zenit, Rode Ster Belgrado, Borussia Dortmund en Panathinaikos uit. In de halve finale verloor Club Brugge na verlengingen van Espanyol. Brylle was in de Europese campagne goed voor 6 doelpunten.
In januari 1989 kreeg Brylle er met de Australiër Frank Farina een eerste concurrent bij. Een half jaar later, toen Georges Leekens trainer werd, trok de club ook aanvallers Foeke Booy en Hans Christiaens aan. Brylle kon niet langer rekenen op speelkansen en verliet Club Brugge in december 1989.

### Beerschot
Brylle maakte het seizoen 1989/90 af bij Beerschot. De Deen had goede herinneringen aan de Antwerpse club. Op 11 april 1981 had Brylle met Anderlecht van Beerschot gewonnen. Het werd in dat duel 8-2, Brylle scoorde toen vier keer.
De 30-jarige spits werd in het team van Aad Koudijzer een ploegmaat van onder meer Simon Tahamata, Jos Daerden en Mike Verstraeten. De club sloot het seizoen af als 8e en deed daarmee ruim beter dan een jaar eerder. In het seizoen 1990/91 vormde Brylle een spitsenduo met de Ghanees Prince Polley. De twee konden het team echter niet naar een hoger niveau tillen. Beerschot, dat ook met financiële problemen kampte, werd allerlaatste en zakte in 1991 naar derde klasse.

### Lierse
De sierlijke aanvaller degradeerde niet mee en verkaste in 1991 naar het Lierse van trainer Herman Helleputte. De ervaren Brylle belandde er op de bank en kwam slechts 12 keer aan spelen toe. Helleputte gaf in de aanval de voorkeur aan spelers als Raf Pauwels en Daniel Simmes. Lierse eindigde in het seizoen 1991/92 op de 7e plaats, het beste resultaat sinds 1979/80. Na afloop van het seizoen zette Brylle een punt achter zijn spelerscarrière.

## Clubstatistieken
| Seizoen | Club                | Competitie       | Duels | Goals |
| ------- | ------------------- | ---------------- | ----- | ----- |
| 1977    | Hvidovre IF         | 2. Division      | 4     | 1     |
| 1978    | Hvidovre IF         | 2. Division      | 29    | 11    |
| 1979    | Vejle BK            | 1. Division      | 24    | 13    |
| 1979/80 | RSC Anderlecht      | Eerste klasse    | 10    | 1     |
| 1980/81 | RSC Anderlecht      | Eerste klasse    | 30    | 22    |
| 1981/82 | RSC Anderlecht      | Eerste klasse    | 30    | 10    |
| 1982/83 | RSC Anderlecht      | Eerste klasse    | 30    | 13    |
| 1983/84 | RSC Anderlecht      | Eerste klasse    | 22    | 4     |
| 1984/85 | PSV                 | Eredivisie       | 31    | 17    |
| 1985/86 | Olympique Marseille | Division 1       | 35    | 6     |
| 1986/87 | Club Brugge         | Eerste klasse    | 20    | 4     |
| 1986/87 | → Sabadell (huur)   | Primera División | 8     | 2     |
| 1987/88 | Club Brugge         | Eerste klasse    | 25    | 17    |
| 1988/89 | Club Brugge         | Eerste klasse    | 26    | 8     |
| 1989/90 | Club Brugge         | Eerste klasse    | 1     | 0     |
| 1989/90 | Beerschot VAC       | Eerste klasse    | 15    | 6     |
| 1990/91 | Beerschot VAC       | Eerste klasse    | 28    | 4     |
| 1991/92 | Lierse SK           | Eerste klasse    | 12    | 1     |
| Totaal  | Totaal              | Totaal           | 380   | 140   |

## Nationale ploeg
Als speler van RSC Anderlecht maakte hij zijn debuut voor de nationale ploeg van Denemarken op 19 november 1980 in de WK-kwalificatiewedstrijd tegen Luxemburg (4-0), net als verdediger Ivan Nielsen (Feyenoord). De uitstekende prestaties van de spits in de UEFA Cup ontgingen ook de Duitse bondscoach Sepp Piontek niet. Hij nam Brylle mee naar EURO '84.
Naast Brylle maakten er met Morten Olsen, Frank Arnesen, Søren Busk, Preben Larsen en Jens Bertelsen nog vijf spelers uit de Belgische competitie deel uit van Pionteks EK-selectie. Het Deens elftal, bijgenaamd Deens Dynamiet, belandde bovendien in dezelfde groep als België, gastland Frankrijk en Joegoslavië. Op 19 juni 1984 nam Denemarken het op tegen België. Beide landen streden nog om een plaats in de volgende ronde. De Denen wonnen met 3-2, na doelpunten van de "Belgische Denen" Brylle, Arnesen en Larsen. Brylle stond nog maar enkele minuten op het veld toen hij de gelijkmaker scoorde. België werd door de nederlaag uit het toernooi gewipt, terwijl Denemarken naar de halve finale doorstootte. Daarin verloor het Deens Dynamiet na strafschoppen van Spanje.
Twee jaar later wist Denemarken zich ook te plaatsen voor het WK in Mexico. Brylle kon zich echter bij Marseille niet in de kijker spelen van de nationale ploeg en werd door Piontek thuisgelaten. In 1988 mocht hij ook niet mee naar het EK in West-Duitsland. Brylle speelde dat jaar zijn laatste interland voor Denemarken.
| Interlands van Kenneth Brylle voor Denemarken | Interlands van Kenneth Brylle voor Denemarken | Interlands van Kenneth Brylle voor Denemarken | Interlands van Kenneth Brylle voor Denemarken | Interlands van Kenneth Brylle voor Denemarken | Interlands van Kenneth Brylle voor Denemarken |
| №                                             | Datum                                         | Wedstrijd                                     | Uitslag                                       | Competitie                                    | Goals                                         |
| Als speler van RSC Anderlecht                 | Als speler van RSC Anderlecht                 | Als speler van RSC Anderlecht                 | Als speler van RSC Anderlecht                 | Als speler van RSC Anderlecht                 | Als speler van RSC Anderlecht                 |
| --------------------------------------------- | --------------------------------------------- | --------------------------------------------- | --------------------------------------------- | --------------------------------------------- | --------------------------------------------- |
| 1                                             | 19 november 1980                              | Denemarken – Luxemburg                        | 4 – 0                                         | WK-kwalificatie                               | 0                                             |
| 2                                             | 14 mei 1981                                   | Zweden – Denemarken                           | 1 – 2                                         | Nordic Cup                                    | 0                                             |
| 3                                             | 1 juni 1983                                   | Denemarken – Hongarije                        | 3 – 1                                         | EK-kwalificatie                               | 0                                             |
| 4                                             | 7 september 1983                              | Denemarken – Frankrijk                        | 3 – 1                                         | Vriendschappelijk                             | 59'                                           |
| 5                                             | 14 maart 1984                                 | Nederland – Denemarken                        | 6 – 0                                         | Vriendschappelijk                             | 0                                             |
| 6                                             | 16 mei 1984                                   | Tsjecho-Slowakije – Denemarken                | 1 – 0                                         | Vriendschappelijk                             | 0                                             |
| 7                                             | 6 juni 1984                                   | Zweden – Denemarken                           | 0 – 1                                         | Vriendschappelijk                             | 0                                             |
| 8                                             | 8 juni 1984                                   | Denemarken – Bulgarije                        | 1 – 1                                         | Vriendschappelijk                             | 0                                             |
| 9                                             | 19 juni 1984                                  | België – Denemarken                           | 2 – 3                                         | EK-eindronde                                  | 61'                                           |
| 10                                            | 24 juni 1984                                  | Denemarken – Spanje                           | 1 – 1                                         | EK-eindronde                                  | 0                                             |
| Als speler van PSV Eindhoven                  |                                               |                                               |                                               |                                               |                                               |
| 11                                            | 26 september 1984                             | Denemarken – Noorwegen                        | 1 – 0                                         | WK-kwalificatie                               | 0                                             |
| 12                                            | 17 oktober 1984                               | Zwitserland – Denemarken                      | 1 – 0                                         | WK-kwalificatie                               | 0                                             |
| 13                                            | 14 november 1984                              | Denemarken – Ierland                          | 3 – 0                                         | WK-kwalificatie                               | 0                                             |
| Als speler van Olympique de Marseille         |                                               |                                               |                                               |                                               |                                               |
| 14                                            | 11 september 1985                             | Denemarken – Zweden                           | 0 – 3                                         | Vriendschappelijk                             | 0                                             |
| Als speler van Club Brugge                    |                                               |                                               |                                               |                                               |                                               |
| 15                                            | 19 oktober 1988                               | Griekenland – Denemarken                      | 1 – 1                                         | WK-kwalificatie                               | 0                                             |
| 16                                            | 2 november 1988                               | Denemarken – Bulgarije                        | 1 – 1                                         | WK-kwalificatie                               | 0                                             |

## Trainerscarrière
Na Lierse speelde Brylle nog drie seizoenen voor het bescheiden Knokke FC alvorens aan de slag te gaan als trainer bij clubs uit de regio West-Vlaanderen. Zo was hij als coach actief bij Knokke FC, KV Oostende, KVV Eendracht Aalter, KWS Club Lauwe en SC Wielsbeke. Hij is ook trainer geweest van Deense tweedeklasser Hvidovre IF, de club waar hij als jeugdspeler begon.
Op 1 maart 2011 werd hij bij Club Brugge voor gesteld als spitsentrainer. Hij ging ook scoutingswerk verrichten voor de club.

## Palmares
| Nationaal          |    |            |
| Belgisch kampioen  | 2x | 1981, 1988 |
| Belgische Supercup | 2x | 1986, 1988 |
| Europees           |    |            |
| UEFA Cup           | 1x | 1983       |

## Trivia
- Brylle is gescheiden en heeft vier kinderen. Hij woonde lange tijd in Knokke en Oostkamp in België.